# Газовский переулок
Га́зовский переу́лок — небольшая улица в центре Москвы в Красносельском районе между Русаковской улицей и Леснорядском переулком.

## Происхождение названия
Название известно с конца XIX века по находившемуся в этой местности первому в Москве газовому заводу и складам сжиженного газа в баллонах, которые развозились по городу для нужд населения и городских служб.

## Описание
Газовский переулок начинается справа от Русаковской улицы вблизи железнодорожного моста соединительной ветки, проходит на юго-восток и заканчивается на Леснорядском переулке.